# Паусерна
Паусерна (Guarasú'we, Guarasugwé, Guarayu-Ta, Paucerne, Pauserna, Pauserna-Guarasugwé) — мёртвый индейский язык, который принадлежит группе тупи-гуарани семьи языков тупи, на котором раньше говорил народ паусерна, который проживает на реке Гуапоре на юго-востоке департамента Бени в Боливии. В 2004 году насчитывалось 46 носителей паусерна.